# 何燮
何燮（?—1642年），字中理，福建泉州府晉江縣人。明末政治人物。

## 生平
萬曆四十三年（1615年）乙卯科舉人，初知陝西灵州。崇禎十五年（1642年），知河南亳州。亳州自崇禎八年後，寇賊交橫，遍地饑饉，人民死徙過半，十仅一存。何燮想盡辦法收容饑民，又能统兵，杀流賊李忠、常显吾等人，刳其肠以示敵。敵稍退怯。
是时李自成陷河南州县十余处。四月十五日，何燮力戰李自成军，兵不满五百，至中午被俘，賊人断其足、割去耳鼻，最後被凌遲死。十餘日後由何春、王隆斗殓埋於东关。
崇祯十七年（1644年）三月，赐太仆寺少卿，谥忠壮，贈其一子入國子監读书。